# Санченко Олександр Володимирович
Санченко Олександр Володимирович (нар. 11 вересня 1988, Суми) — український політик і громадський діяч, народний депутат України 9-го скликання від партії «Слуга народу», член політичної ради партії та член однойменної фракції, очолює молодіжне крило партії «Зе! Молодіжка», голова підкомітету з питань музичної індустрії Комітету Верховної Ради України з питань гуманітарної та інформаційної політики, голова міжфракційного депутатського об'єднання «За розвиток соціального підприємництва», співголова Ради з молодіжних питань при Президентові України, президент Всеукраїнської асоціації музичних подій, засновник конкурсу «СтудМіс України», колишній директор зі зв'язків з державними органами і корпоративної соціальної відповідальності фестивалю Atlas Festival, засновник багатьох громадських ініціатив. 

## Життєпис
Олександр Санченко народився у 1988 році у Сумах. Закінчив факультет фінансів Міжнародного університету фінансів і здобув ступінь магістра ділового адміністрування в державному управлінні (англ. MBA in Public Administration) у Міжнародному інституті менеджменту.
З 2007 по 2010 роки працював Student Brand Managers у Red Bull Ukraine.
2008 року заснував ТОВ «МЕЙН-СТРІМ», і був його керівником до початку 2020. У 2008-2009 компанія випускала глянцевий молодіжний журналу «РУПОР», а Санченко був директором по рекламі.
2012 року став одним з ініціаторів створення «Kyiv Free Wi-Fi» — безкоштовного доступу до інтернету в центрі Києва.
З 2017 по 2020 рік був директором з урядових відносин та корпоративної соціальної відповідальності музичного фестивалю Atlas Festival.

## Громадська діяльність

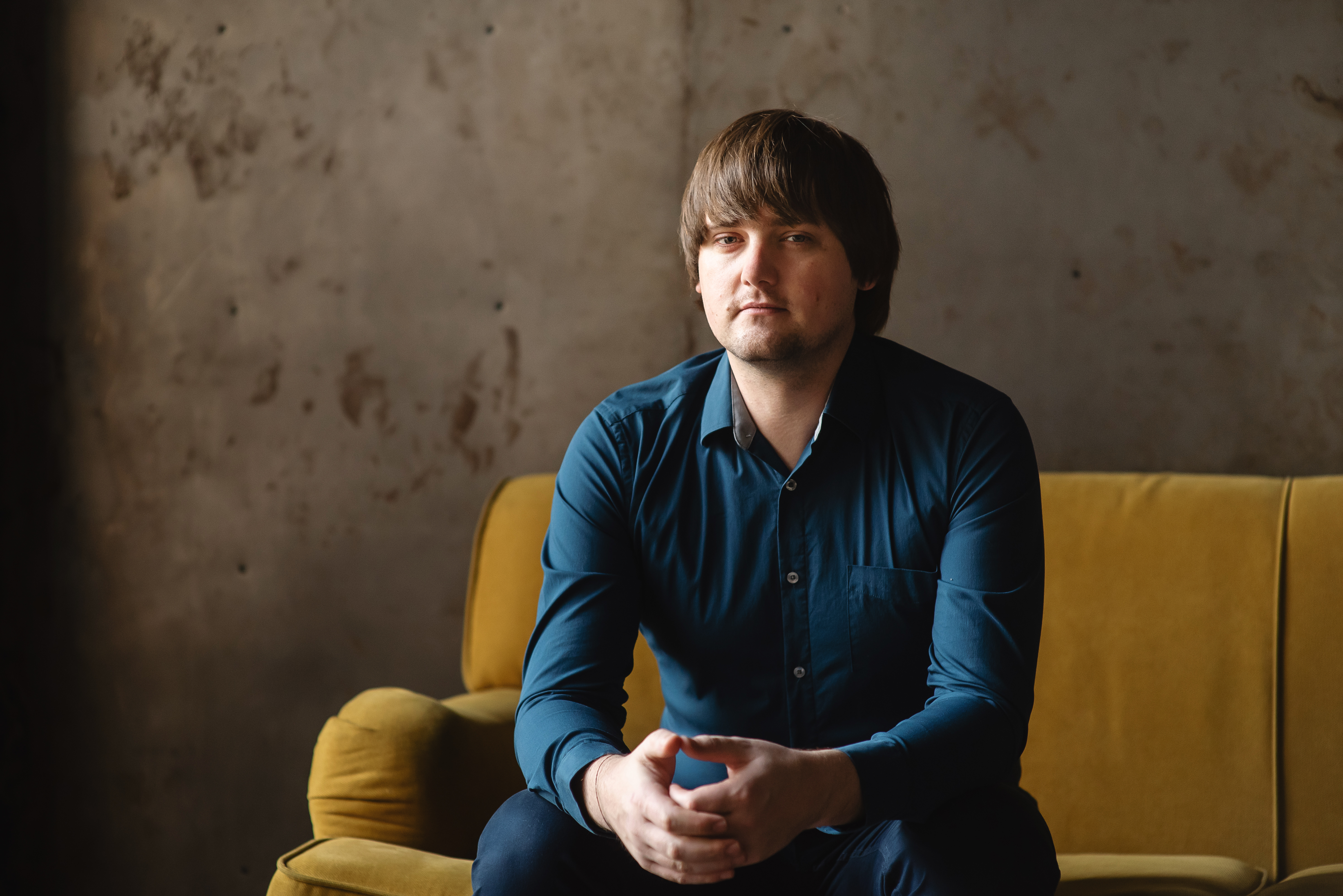
Олександр Санченко у 2020 році

У 2011 році Санченко заснував Всеукраїнський конкурс краси, кмітливості та таланту «СтудМіс України» і був його директором до 2019 року.
2014 року став ініціатором і координатором Молодіжної мобілізаційної Кампанії «Твій Голос», яка працює на збільшення активності голосування молоді на виборах.
У березні 2015 разом з Олександром Корнієнком заснував громадську організацію «Біржа молодіжних проєктів» і став її президентом.
З 2016 — експерт Реанімаційного пакету реформ в групі з молодіжної політики.
Колишній заступник начальника відділу молодіжних програм та комунікацій Київського молодіжного центру. У тому ж 2016 році отримав диплом лауреата премії Київського міського голови за особливі досягнення молоді в розбудові столиці в номінації «Внесок у розвиток молодіжного руху».
2017 року увійшов до Громадської Ради Держмолодьжитло і став її головою. Того ж року, заснував соціальне підприємство для українських ЗВО «StudentON».
2019 року став співзасновником Всеукраїнської асоціаціїю музичних подій (UAME) та в кінці січня став її головою.
У березні 2022 Всеукраїнська асоціація музичних подій створила глобальну ініціативу Music Save Ua, що займається збором коштів на гуманітарну допомогу постраждалим від війни українцям, евакуацію з гарячих точок, облаштування шелтерів, Пункт Незламності в Херсоні, гуманітарний штаб у Миколаєві та багато іншого.

## Політика
Був помічником депутата Верховної Ради 8 скликання Олексія Скрипника на громадських засадах (партія «Самопоміч»).
У червні 2019 року включений до виборчого списку партії «Слуги народу» під № 137.
З 17 січня 2020 — народний депутат від «Слуги народу», замінив Ірину Венедиктову.
У 2020 році увійшов до фракцій «Слуга народу» і Міжфракційного об'єднання «Гуманна країна», створеного за ініціативи UAnimals для популяризації гуманістичних цінностей та захисту тварин від жорстокості.
Член Комітету Верховної Ради України з питань гуманітарної та інформаційної політики, голова підкомітету з питань музичної індустрії. Керівник групи Верховної Ради України з міжпарламентських зв'язків з Об'єднаною Республікою Танзанія, а також член групи з міжпарламентських зв'язків із США, Канадою, Румунією, Норвегією, Кореєю, Індонезією, Великою Британією та Північною Ірландією.
Ініціатор законопоєкту № 3718 «Про основні засади молодіжної політики», суть якого пояснив за допомогою репу. Законопроєкт було прийнято 27.04.2021.
Також є співавтором законопроєкту № 5572 «Про ефективне управління майновими правами правовласників у сфері авторського права і (або) суміжних прав». 29 жовтня 2021 року СБУ затримала директора «ОКУАСП» та «УЛАСП» Нікіна О. І. за спробу підкупити Санченка через його помічника. Нікін пропонував нардепу $100 тисяч доларів за відтермінування або взагалі зняття цього закону з порядку денного парламенту, однак Санченко надав історії розголосу.
У листопаді 2021 року Санченко оприлюднив деталі про спроби його підкупити за 100 тисяч доларів, щоб парламент провалив голосування за законопроєкт про авторські права.